# Jeep Grand Wagoneer (2021)
Jeep Grand Wagoneer – samochód osobowy typu SUV klasy pełnowymiarowej produkowany pod amerykańską marką Jeep od 2021 roku.

## Historia i opis modelu

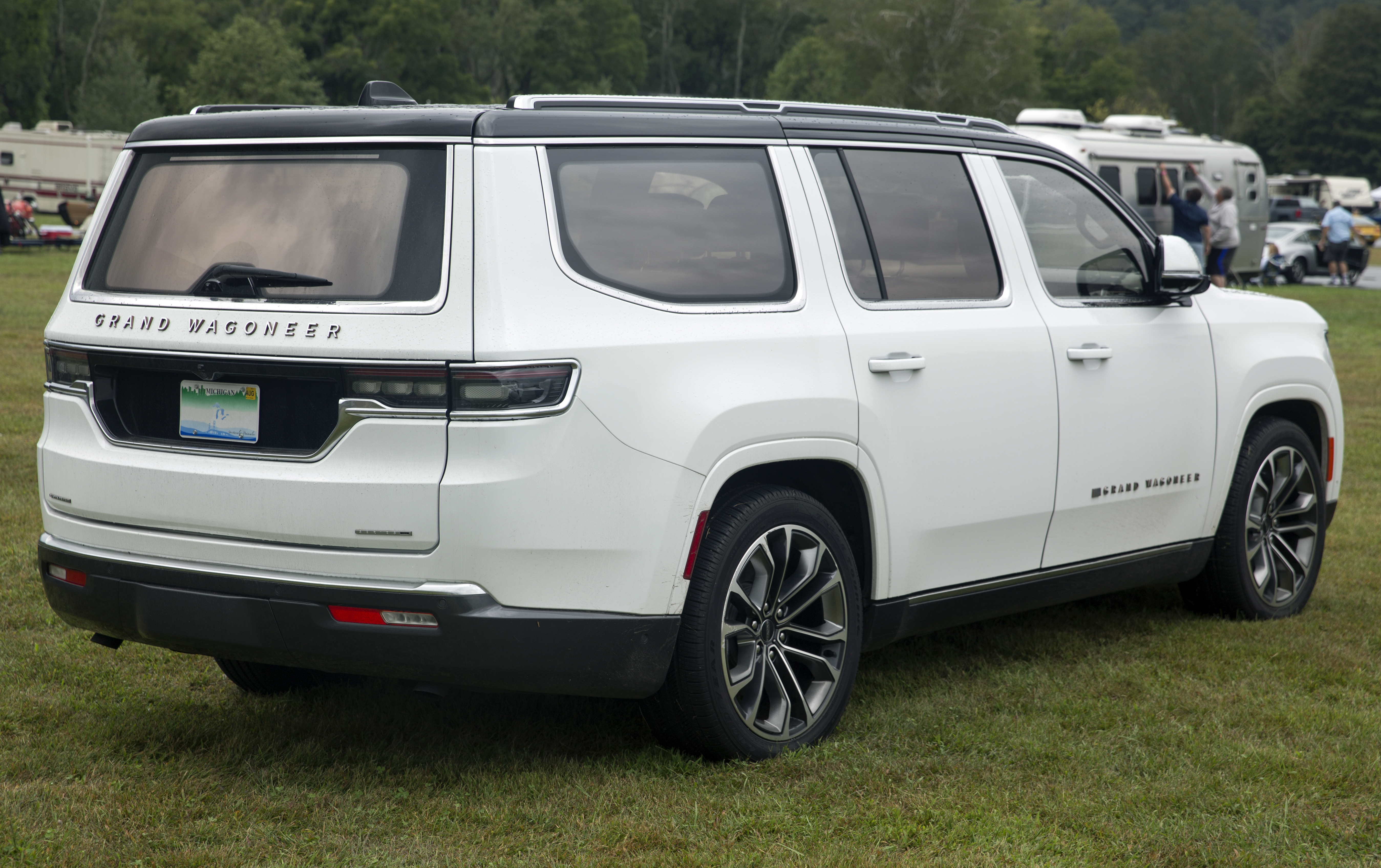
Jeep Grand Wagoneer - tył

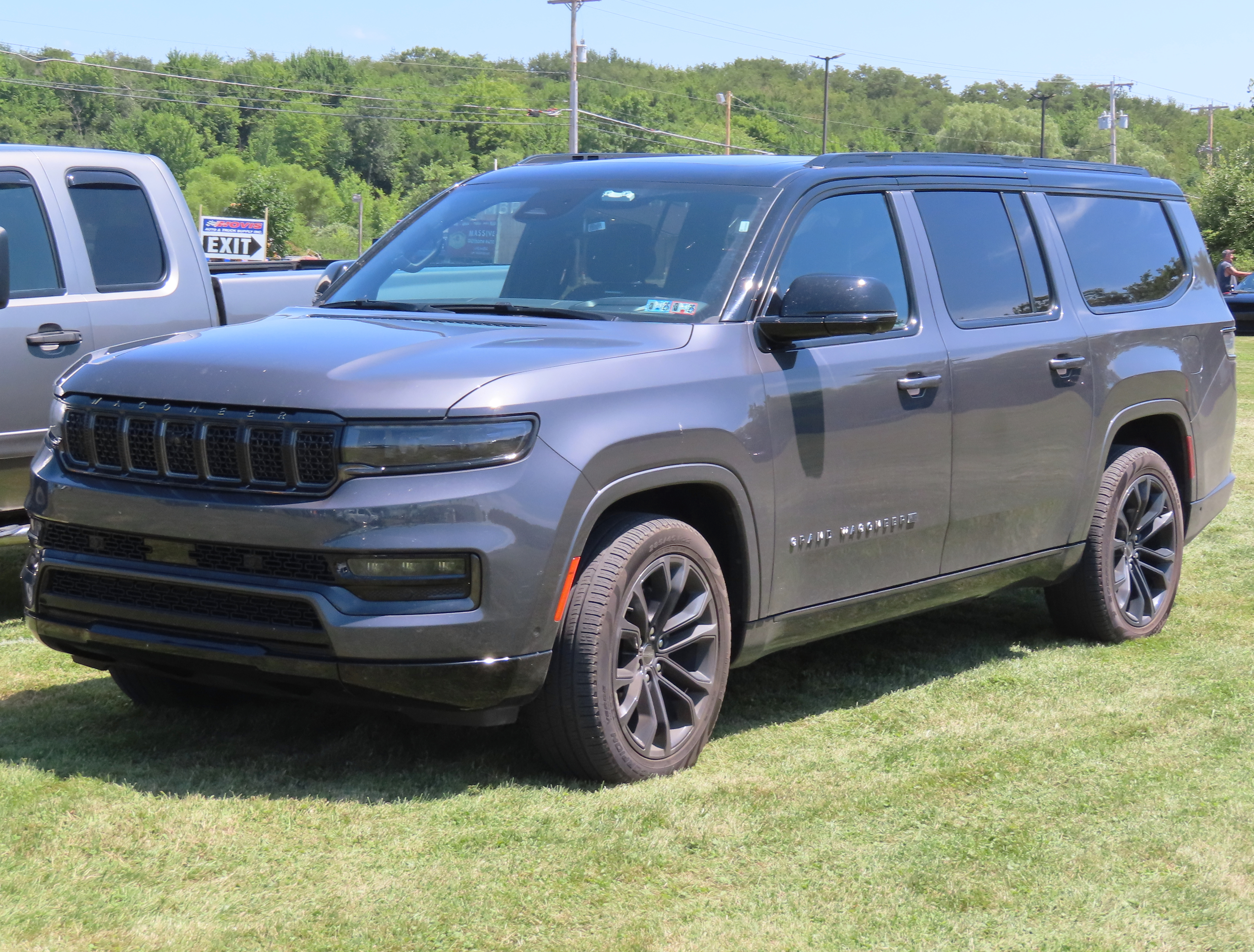
Jeep Grand Wagoneer L

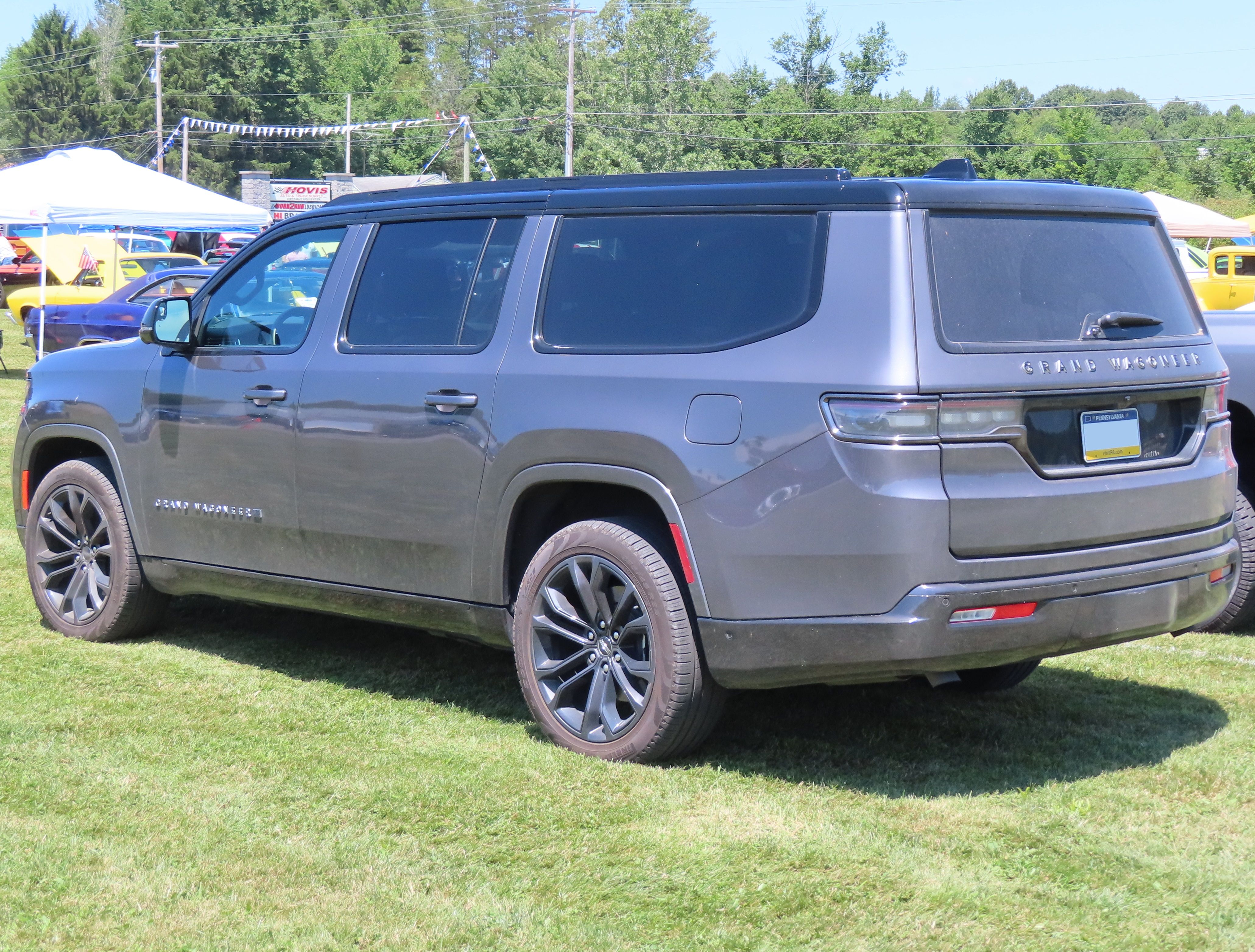
Jeep Grand Wagoneer L - tył

### Rozwój
Po raz pierwszy plan przywrócenia do użytku stosowanej w drugiej połowie XX wieku nazwy Grand Wagoneer dyrektor FCA Sergio Marchionne ogłosił w styczniu 2011 roku podczas Detroit Auto Show, zapowiadając, że tym razem przyjmie ją sztandarowy 7-miejscowy SUV plasujący się w ofercie powyżej modelu Grand Cherokee. Pierwotnie pojazd miał zadebiutować w 2014 roku, jednak gdy nastała ta data producent zdecydował się przesunąć premierę na 2018 rok. Także i ta data nie doczekała się realizacji, spotykając się z ponownym przesunięciem - tym razem na 2020 rok.
Ostatecznie, Jeep przedstawił zupełnie nowego Grand Wagoneera 3 września 2020 roku, jednak nie w produkcyjnej, a dopiero przedprodukcyjnej, studyjnej postaci przedstawiającej kluczowe cechy wyglądu. Samochód wyróżnia się masywną sylwetką z podłużnymi reflektorami i wielootworową atrapą chłodnicy, a także wąskimi lampami nawiązującymi do oferowanego w Chinach modelu Grand Commander. Charakterystyczną cechą jest brak oznaczeń producenta na karoserii i w kabinie pasażerskiej na rzecz emblematów z nazwą modelu.

### Premiera
Seryjny Jeep Grand Wagoneer razem z tańszym Wagoneerem został zaprezentowany oficjalnie 11 marca 2021 roku. Rodzina pełnowymiarowych SUV-ów została oparta na platformie pickupa Ram 1500. Pod kątem wizualnym Grand Wagoneer w szerokim zakresie odtworzył cechy wyglądu prototypu z 2020 roku, wyróżniając się dużą liczbą chromowanych ozdobników, masywną foremną sylwetką i brakiem oznaczeń marki na rzecz napisów z nazwą modelu.
W kabinie pasażerskiej Jeep nadał Grand Wagoneerowi luksusowy charakter, umieszczając na desce rozdzielczej cztery wyświetlacze, w tym trzy dotykowe. Pierwszy z nich przyjął funkcję zegarów, centralnie umieszczono kolejne dwa jako centrum sterowania systemem multimedialnym oraz klimatyzacją, a ostatni czwarty dedykowano pasażerowi. Kabina pasażerska może pomieścić od 7 do 8 pasażerów.

### Grand Wagoneer L
W kwietniu 2022 zaprezentowana została topowa, wydłużona odmiana ze znacznie wydłużonym rozstawem osi oraz wyraźnie wydłużonym przedziałem bagażowym. Model z "L" w nazwie otrzymał rozstaw osi równy 3302 mm, 178 mm więcej niż bazowy model, a także nadwozie długości 5758 mm. Przedział bagażowy powiększony został o 447 litrów dodatkowej przestrzeni, która w zależności od konfiguracji przestrzeni może pomieścić od 1252 do 3197 litrów bagażu.

### Silniki
- V8 5.7l Hemi
- V8 6.4l Hemi

### Wagoneer

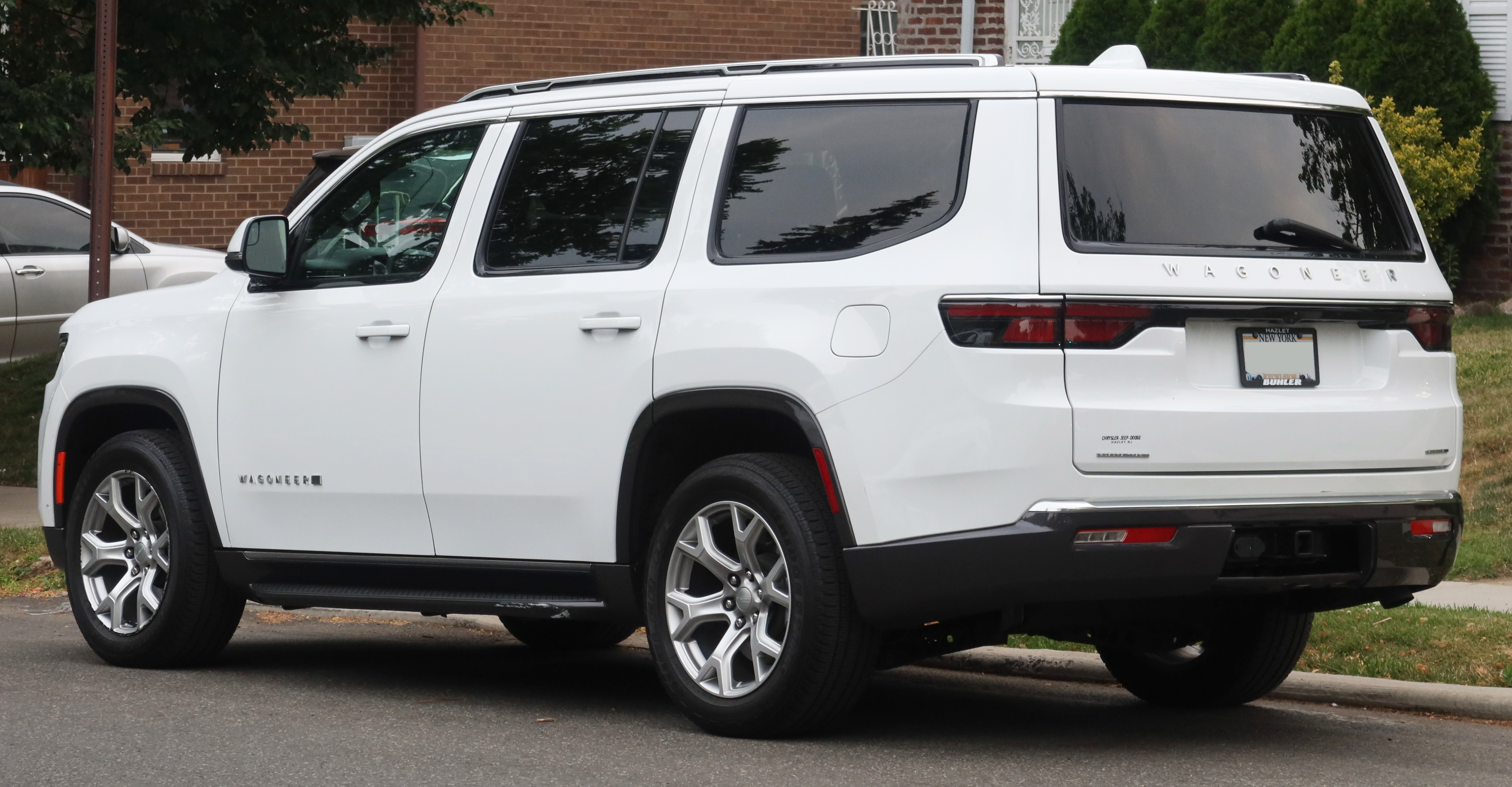
Jeep Wagoneer - tył

Jeep Wagoneer został zaprezentowany po raz pierwszy w 2021 roku.
Równolegle z Grand Wagoneerem w seryjnej postaci, Jeep przedstawił także identyczny model Wagoneer, który przyjął funkcję tańszej alternatywy odróżniającej się wyposażeniem i detalami w stylistyce. W czasie, gdy bardziej luksusowy Grand Wagoneer konkuruje m.in. z Cadillakiem Escalade i Lincolnem Navigatorem, to bardziej użytkowy Wagoneer to odpowiedź producenta na takie modele, jak Chevrolet Tahoe, Ford Expediton czy Toyota Sequoia.
Pod kątem wizualnym, z zewnątrz Jeep Wagoneer zyskał mniej chromowanych ozdobników oraz inaczej stylizowany wzór zderzaków. W kabinie pasażerskiej zrezygnowano z dotykowego wyświetlacza dla pasażera, a także zastosowano mniej szlachetne materiały wykończeniowe. Podobnie jak w Grand Wagoneerze, konsolę centralną zdominował masywny zestaw przyrządów na czele z 10,3 calowym wyświetlaczem systemu multimedialnego.
Podobnie jak luksusowy wariant, także i Jeep Wagoneer produkowany jest Stanach Zjednoczonych w oparciu o platformę pokrewnego pickupa Ram 1500.

### Wagoneer L
Równolegle z bardziej luksusowym Grand Wagoneerem L, w kwietniu 2022 Jeep przedstawił topową odmianę Wagoneera o znacznie wydłużonym nadwoziu z "L" w nazwie. Przy takim samym, większym o 178 mm rozstawie osi i nadwoziu wydłużonym do ponad 5,7 metra, samochód zyskał inne przedziały przestrzeni bagażowej - w przypadku tańszego Wagoneera L samochód może pomieścić od 1192 do 3707 litrów bagażu, przy kolejno 7, 5 lub 2 pasażerach.

### Silniki
- V8 5.7l Hemi
- V8 6.4l Hemi